# François Clavairoly
François Clavairoly, né le 11 mai 1957 à Pamiers (Ariège), est un pasteur de l’Église protestante unie de France, président de la Fédération protestante de France de 2013 à 2022.

## Biographie

### Enfance et formation
François Clavairoly naît dans une famille protestante ; il est fils et petit-fils de pasteur. Après des études classiques, il commence des études de théologie à la faculté de théologie de l'université de Genève et à la faculté de théologie protestante de Strasbourg. Il en sort titulaire d'une maîtrise de théologie et d'un DEA de la faculté de théologie protestante de Paris. Il effectue son stage paroissial à Casablanca, au Maroc.

### Pasteur de l'Église protestante en France
François Clavairoly commence sa carrière à Oyem, au Gabon de 1979 à 1981, comme enseignant pour le DEFAP. Il est ensuite pasteur de l’Église réformée de France et prêche au temple protestant Saint-Éloi de Rouen de 1982 à 1988, puis au temple protestant de Lille de 1988 à 1994. Il est en même temps aumônier des prisons de la Région Nord. De 1994 à 2000, il préside le conseil régional de la région Nord-Normandie de l’Église réformée de France. De 2001 à 2013, il est pasteur au temple protestant du Saint-Esprit de Paris. 
Il s'engage dans les relations entre les différentes églises protestantes en France. Il préside de 2002 à 2007 la Communion protestante luthéro-réformée, instance de concertation entre l'Église évangélique luthérienne de France et l’Église réformée de France. Il joue un grand rôle dans le rapprochement entre ces deux églises, qui aboutit à la création en 2013 de l’Église protestante unie de France. Il est en outre co-président du groupe de suivi entre la Communion protestante luthéro-réformée et l'église anglicane dans le cadre de l'Accord de Reuilly, ainsi que du groupe de dialogue avec la Fédération des Églises évangéliques baptistes de France.
Le 1er octobre 2013, il est élu président de la Fédération protestante de France (FPF). Il engage dès 2014 la Fédération protestante de France dans la lutte contre le changement climatique,,,. Il œuvre au nom de la FPF en 2016-2017 à l'accueil des réfugiés de Syrie avec la communauté de Sant'Egidio, la Fédération de l'entraide protestante et la CEF par un protocole de couloirs humanitaires signé avec l'État. Il a notamment organisé les 500 ans de la Réforme, à l’Hôtel de ville de Paris en 2017, et le Dîner des protestants, le 23 octobre 2021, en présence du président Emmanuel Macron. En décembre 2017, il remet la Déclaration fraternelle du protestantisme au judaïsme français. Christian Krieger lui succède à la présidence de la Fédération protestante de France en juillet 2022.

### Engagement interreligieux
Il est membre du comité directeur de l'association Amitié judéo-chrétienne de France depuis 2007, puis de son comité d'honneur. De 2007 à 2013, il est président de la commission des relations avec le judaïsme de la Fédération protestante de France.
Il est membre depuis 2011 du groupe des Dombes, qui réunit des théologiens protestants et catholiques engagés dans un dialogue œcuménique. 
Il assure de 2015 à 2022 la présidence de la Conférence des responsables de culte en France,.
Dans l'entre-deux-tours de l'élection présidentielle de 2017 qui oppose Marine Le Pen et Emmanuel Macron, le grand-rabbin de France Haïm Korsia, le président de la Fédération protestante de France François Clavairoly et le président du Conseil français du culte musulman Anouar Kbibech signent une déclaration commune pour appeler à voter en faveur du candidat En marche !.
Il est depuis juin 2025 président de l'université populaire des religions de Nîmes.

## Publications
- La violence, ce que les religions en disent, collectif sous la direction de Philippe Gaudin), Paris, Éditions de l’Atelier, 2002
- Figures protestantes, Paris, Voix protestante, 2009
- À la découverte de Calvin, collectif, Olivétan, 2009
- (dir.) Calvin, de la réforme à la modernité, Paris, Presses universitaires de France , 2010
- L’insolence de Luther, en collaboration avec Alain Joly, Allauch, Onésime, 2010
- Paroles d’alliance, Dialogue entre un pasteur et un rabbin sur la société française, avec Haïm Korsia, Paris, F. Bourin, 2011
- Bible or not bible, Pourquoi lire la Bible, en collaboration avec Alain Joly, Allauch, Onésime, 2013
- Protestants-Catholiques : ce qui nous sépare encore, en collaboration avec Michel Kubler. Avec Loup Besmond de Senneville. Bayard, 2017
- Après Dieu (préf. Aude Millet), Paris, Éditions du Cerf, 2019 (ISBN 978-2204132046)[16]
- « Le péché et la grâce, sans indulgence », dans Luc Forestier (dir.), Comment parler du péché aujourd'hui ?, Institut supérieur d'études œcuméniques, Ed du Cerf, coll. « Cerf Patrimoines », 2020, p. 207-230